# Ranchos de Taos
Ranchos de Taos – jednostka osadnicza w Stanach Zjednoczonych, w stanie Nowy Meksyk, w hrabstwie Taos.